# Brückfeld
Brückfeld, Magdeburg-Brückfeld – dzielnica miasta Magdeburg w Niemczech, w kraju związkowym Saksonia-Anhalt.